# 브리가둔
브리가둔(A Lenda dos Beijos Perdidos, Brigadoon)은 미국에서 제작된 빈센트 미넬리 감독의 1954년 멜로/로맨스, 판타지, 뮤지컬 영화이다. 진 켈리 등이 주연으로 출연하였고 아서 프리드 등이 제작에 참여하였다.

## 출연

### 주연
- 진 켈리
- 밴 존슨

### 조연
- 시드 카리스
- 일레인 스튜어트
- 베리 존스
- 휴 레잉
- 앨버트 샤프
- 오웬 맥기븐니
- 디 터넬
- 에디 퀼런
- 마지 블레이크
- 올리버 블레이크
- 조지 샤키리스
- 행크 만
- Dick Simmons
- 스튜어트 휘트먼

## 제작진
- 미술: E. 프레스턴 아메스
- 미술: 세드릭 기븐스
- 의상: 아이린 세러프